# Gaolong (socken i Kina, Guangxi)
Gaolong (kinesiska: 高龙乡, 高龙) är en socken i Kina. Den ligger i den autonoma regionen Guangxi, i den södra delen av landet, omkring 310 kilometer nordväst om regionhuvudstaden Nanning. Antalet invånare är 8407. Befolkningen består av 3 976 kvinnor och 4 431 män. Barn under 15 år utgör 26,0 %, vuxna 15-64 år 66 %, och äldre över 65 år 7,0 %.
Genomsnittlig årsnederbörd är 1 430 millimeter. Den regnigaste månaden är juni, med i genomsnitt 333 mm nederbörd, och den torraste är februari, med 16 mm nederbörd.